# قضیه کیلی
در نظریه گروه‌ها، قضیه کیلی، که به افتخار آرتور کیلی نامگذاری شدست، بیان می دارد که هر گروه {\displaystyle G} یک‌ریخت با زیرگروهی از یک گروه متقارن است که بر روی {\displaystyle G} کنش می کند. این قضیه را می توان توسط مثالی از کنش {\displaystyle G} بر روی عناصر گروه {\displaystyle G} فهمید.
هر تابع دو سویه از {\displaystyle G} به روی {\displaystyle G}، جایگشتی از مجموعه {\displaystyle G} است. مجموعه تمام جایگشت‌های {\displaystyle G} تحت ترکیب توابع تشکیل گروه می دهند که به آن گروه تقارن روی {\displaystyle G} گویند، و به صورت {\displaystyle Sym(G)} نوشته می شود.
قضیه کیلی با در نظر گرفتن هر گروه (شامل گروه‌های نامتناهی چون {\displaystyle (\mathbb {R} ,+)} هم می شود) به صورت گروه جایگشت یک زیرمجموعه زمینه‌ای، تمام گروه‌ها را بر روی یک شالوده قرار می دهد. از این‌رو، قضایایی که برای زیرگروه‌هایی از گروه‎های متقارن درست باشند، برای گروه‌ها در حالت کلی تر هم صادق اند. با این وجود، آلپرین و بل این نکته را یادآوری می کنند که "در حالت کلی این حقیقت که گروه‌های متناهی در یک گروه متقارن نشانده می شوند، از روش های به کار رفته در گروه های متناهی الهام گرفته نشده است".
کنش منظم که در اثبات های استاندارد قضیه کیلی استفاده می شود، نمایش مینیمالی برای {\displaystyle G} تولید نمی‌کند. به عنوان مثال {\displaystyle S_{3}}، خود یک گروه متقارن از مرتبه 6 است و تحت کنش منظم به صورت زیرگروهی از {\displaystyle S_{6}} (گروهی از مرتبه 720) نمایش داده می شود. مسئله این که چگونه می توان یک گروه را به طور مینیمال در یک گروه متقارن نشاند، مسئله ای پیچیده می باشد.